# Jørgen Rasmussen (ur. 1945)
Jørgen Rasmussen (ur. 14 lipca 1945 w Randers) – duński piłkarz występujący na pozycji obrońcy.

## Kariera klubowa
Rasmussen przez całą karierę występował w zespole Randers Freja. Trzykrotnie zdobył z nim Puchar Danii (1967, 1968, 1973). Wywalczył też wicemistrzostwo Danii w 1973 roku.

## Kariera reprezentacyjna
W reprezentacji Danii Rasmussen zadebiutował 12 maja 1971 w przegranym 0:5 meczu eliminacji Mistrzostw Europy 1972 z Portugalią. W 1972 roku został powołany do kadry na Letnie Igrzyska Olimpijskie, zakończone przez Danię na drugiej rundzie. W latach 1971–1975 w drużynie narodowej rozegrał 23 spotkania.